# Dao cạo
Dao cạo là một công cụ có cạnh sắc chủ yếu được sử dụng trong việc loại bỏ lông không mong muốn trên cơ thể thông qua việc cạo. Các loại dao cạo bao gồm dao cạo thẳng, dao cạo dùng một lần và dao cạo điện.
Mặc dù dao cạo đã tồn tại từ trước thời đại đồ đồng (vật thể giống như dao cạo lâu đời nhất có niên đại từ 18.000 TCN), các loại dao cạo phổ biến nhất trong sử dụng hiện nay là dao cạo an toàn và dao cạo điện, mặc dù các loại dao cạo khác vẫn đang được sử dụng.

## Lịch sử

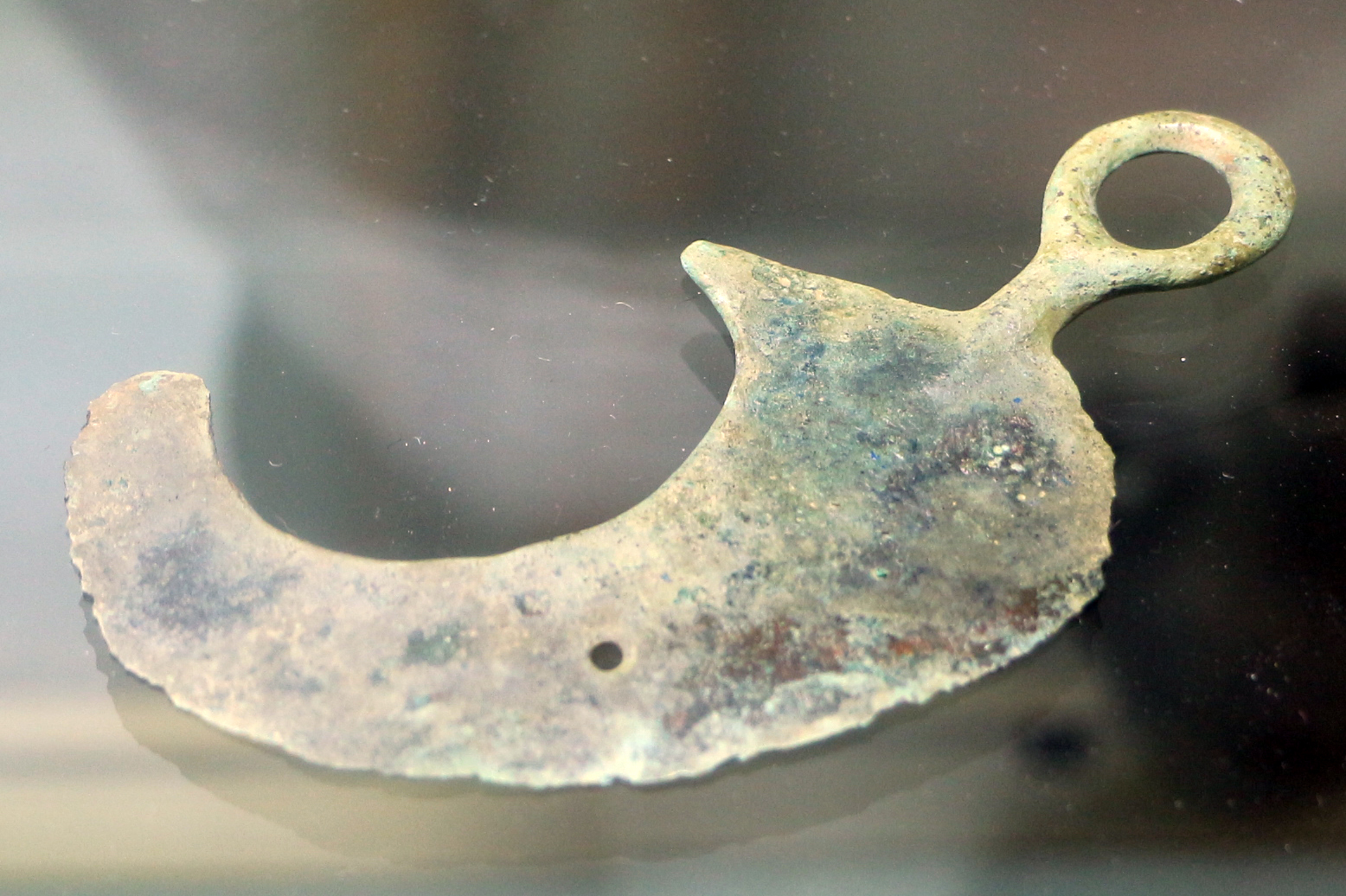
Dao cạo làm bằng đồng.

Dao cạo đã được xác định là tồn tại từ nhiều nền văn hóa Thời đại đồ đồng. Chúng được làm bằng đồng hoặc obsidian và thường có hình bầu dục, với một lưỡi dao nhỏ nhô ra từ một trong những đầu ngắn.
Các loại dao cạo khác nhau đã được sử dụng trong suốt lịch sử, có ngoại hình khác nhau nhưng tương tự như sử dụng với dao cạo thẳng hiện đại. Vào thời tiền sử, vỏ ngao, răng cá mập và đá lửa được mài sắc và dùng để cạo. Tranh vẽ những lưỡi dao như vậy đã được tìm thấy trong các hang động thời tiền sử. Một số bộ lạc vẫn sử dụng lưỡi kiếm làm từ đá lửa cho đến ngày nay. Các cuộc khai quật ở Ai Cập đã khai quật được dao cạo bằng vàng và đồng rắn trong các ngôi mộ có niên đại từ thiên niên kỷ thứ 4 TCN. Một số dao cạo cũng như các đồ tạo tác vệ sinh cá nhân khác đã được phục hồi từ các chôn cất thời đồ đồng ở Bắc Âu và được cho là thuộc về những cá nhân có địa vị cao. Nhà sử học La Mã Livy báo cáo rằng dao cạo râu được giới thiệu ở La Mã cổ đại vào thế kỷ thứ 6 TCN. của vua huyền thoại Lucius Tarquinius Priscus. Priscus đã đi trước thời đại vì dao cạo không được sử dụng chung cho đến một thế kỷ sau.
Dao cạo thẳng hiện đại đầu tiên hoàn chỉnh với tay cầm được trang trí và lưỡi dao nền rỗng được chế tạo tại Sheffield, Anh, trung tâm của ngành công nghiệp dao kéo, trong thế kỷ 18 và 19. Benjamin Huntsman đã sản xuất loại thép cứng cao cấp đầu tiên, thông qua quy trình luyện kim đặc biệt, phù hợp để sử dụng làm vật liệu lưỡi dao vào năm 1740, mặc dù lần đầu tiên đưa ra thị trường của nó bị từ chối ở Anh. Quá trình của Huntsman được người Pháp chấp nhận áp dụng sau đó; mặc dù ban đầu miễn cưỡng vì tình cảm dân tộc. Các nhà sản xuất Anh thậm chí còn miễn cưỡng hơn người Pháp khi áp dụng quy trình này và chỉ làm như vậy sau khi họ thấy quá trình này thành công ở Pháp. Thép Sheffield, một loại thép có độ bóng cao, còn được gọi là thép bạc Sheffield và nổi tiếng với độ bóng cao, được coi là thép chất lượng cao và vẫn được sử dụng cho đến ngày nay tại Pháp bởi các nhà sản xuất dao cạo như Thiers Issard.